# Джермейн Голліс
Джермейн Фіделл Голліс (англ. Jermain Phydell Hollis; нар. 7 жовтня 1986, Ноттінгем, Англія) — англійський та ямайський футболіст, півзахисник нижчолігового англійського клубу «Лонг Ітон Юнайтед». У Футбольній лізі Англії виступав за «Кіддермінстер Гарріерз», а також за нижчолігові клуби «Іствуд Таун», «Алверчорч» та «Гакнелл Таун».

## Клубна кар'єра
25 травня 2018 року підписав контракт з «Геднесфорд Таун». 17 листопада 2018 року уклав договір з «Ілкестон Таун».

## Кар'єра в збірній

### Молодіжна збірна Ямайки
Народився в англійському Ноттінгемі, але на міжнародному рівні представляв молодіжну збірну Ямайки. Виступав на молодіжному турнірі КОНКАКАФ (U-20) 2005 року, який одночасно слугував кваліфікаційним етапом до молодіжного чемпіонату світу 2005 року, а також на Іграх країн Центральної Америки та Карибського басейну 2006 року.